# Erígon
Erígon (en grec antic: Ήρίγονος, llatí: Erigonus) fou un pintor de l'antiga Grècia que va florir cap a la meitat del segle III aC.
Segons diu Plini el Vell, Erígon era l'ajudant que combinava els colors al pintor Nealces i que, amb el temps, va aprendre tantes coses del seu mestre que va esdevenir mestre de pintura. Va ser Erígon qui va ensenyar al famós pintor Pàsies, germà del modelador Egineta.